# Libreboot
Libreboot（原名為GNU Libreboot）是一個目標為取代專有的BIOS韌體的自由软件，僅執行最少的工作來載入並執行現代的32位元或64位元操作系统。

## 特徵
最初，Libreboot被設定為沒有專有的二進制blobs的coreboot发行版，不过Libreboot项目现在的规范则是尽量减少专有的二进制blobs。Libreboot並不是coreboot的直接分支；相反地，其與它的上游coreboot並行且緊密合作，並會把所有上游的新東西引入自己的原始碼裡面，並儘可能將補丁合併回上游。除了移除專有軟體以外，libreboot也會試著透過組建自動化與簡化安裝過程來讓coreboot更易於使用。
Libreboot專案做出讓一些ThinkPad、Chromebook與MacBook筆記型電腦與服务器和工作站主板的完全自由變體可以正確執行的修改。根據其本身的文件，它可以執行任何在顯示上使用核心模式設定（KMS）的Linux发行版，而Microsoft Windows不被支援，Libreboot也不鼓勵使用它。而對BSD的支援程度則多半未經測試，但是有一些成功讓OpenBSD與NetBSD開機的回報。

## 歷史
自由软件基金会（FSF）認可Libreboot，其也在2016年5月14日成為GNU計劃的官方專案。然而，在2016年9月16日時，做為對GNU計劃因為員工回報性騷擾而開除一名跨性別員工的回應，Libreboot的首席開發者Leah Rowe宣佈抵制FSF並將Libreboot從GNU計劃中移除。FSF方面則於2016年9月16日公開否認這些指控。Rowe則於2016年9月23日進一步指控FSF「不讓Libreboot離開」。Libreboot貢獻者則指稱Leah Rowe決定從GNU單方面分離，並把她的個人意見當作整個Libreboot社群的意見發佈，但也沒有事先問過其他貢獻者。到了2017年1月，理查德·斯托曼宣佈將Libreboot從GNU計劃中移除。
2017年4月2日，對GNU的批評被移除，而系統管理員Alyssa Rosenzweig也宣佈了Libreboot網頁不再僅一人控制。對於歧視性開除的謠言是否屬實，她說「也許是。也許不是。」Leah Rowe也在信中道歉：「傷害了很多人，其中大多數人並未參與任何相關的事件。」三個星期後，在一篇在Reddit上的貼文中，Rowe澄清說，她仍持續參與Libreboot，但已不再擔任專案領導人。她也對離開GNU表示遺憾，並表示大多數的Libreboot開發者都贊成重新加入。

## 安全問題
2017年5月1日，英特爾確認並修復了一個在其管理引擎韌體中的遠端提升權限漏洞CVE-2017-5689，這是一個Coreboot與Libreboot社群長久以來懷疑是否存在的漏洞。每個配有英特爾標準管理、Intel主动管理技术或是小型企業科技的英特爾平臺，從2008年的Nehalem微架構到2017年的Kaby Lake微架構都在IME（英特爾管理引擎）中有遠端安全漏洞。IME中的另一個安全漏洞則與Intel vPro有關，硬體可以透過它來遠端存取，嚴重的話，電腦甚至會被摧毀。

## 支援的系統
Libreboot的系統支援包含了下列的系統：
- 伺服器主機版：華碩 KFSN4-DRE與華碩 KGPE-D16
- 桌上型主機版：華碩 KCMA-D8、英特爾 D510MO、技嘉 GA-G41M-ES2L與Apple iMac 5,2
- 筆記型電腦：華碩 Chromebook C201、聯想 ThinkPad X60/X60s、聯想 ThinkPad X60 Tablet、聯想 ThinkPad T60（部份例外）、聯想 ThinkPad X200、聯想 ThinkPad R400、聯想 ThinkPad T400、聯想 ThinkPad T500、Apple MacBook 1.1與Apple MacBook 2.1

## 外部連結
- 官方网站